# 豊川市の地名
- 愛知県 > 豊川市 > 地名

豊川市の地名（とよかわしのちめい）では、同市内に存在する町・大字を一覧にして記す。

## 地名の変遷（旧豊川市）
括弧内の地名は旧町名や自治体、数字は成立年・廃止年である。

### 市制当初の地名
豊川市は1943年、宝飯郡豊川町・牛久保町・八幡村・国府町の3町1村が合併（新設合併）して成立した。市制当初は旧町村の大字をそのまま使用していたが、市制翌年の1944年にそれらの大字の名称を引き継いだ町名に改称された。1944年時点での地名を旧自治体ごとに記す。
旧豊川町
- 豊川町（豊川）
- 馬場町（馬場）
- 樽井町（樽井）
- 三蔵子町（三蔵子）
- 長草町（長草）
- 六角町（六角）
- 大崎町（大崎）
- 本野町（本野）
- 北金屋町（北金屋、1987年廃止）
- 古宿町（古宿）
- 向河原町（向河原（旧麻生田村））
- 二葉町（二葉（旧麻生田村））
- 麻生田町（麻生田（旧麻生田村））
- 谷川町（谷川（旧麻生田村））
- 三谷原町（三谷原（旧睦美村））
- 当古町（当古（旧睦美村））
- 土筒町（土筒（旧睦美村））
- 牧野町（牧野（旧睦美村））
- 院之子町（院ノ子[注 1]）

旧牛久保町
- 中条町（中条）
- 牛久保町（牛久保）
- 下長山町（下長山）
- 西島町（西島）
- 行明町（行明（旧明子村））
- 柑子町（柑子（旧明子村））
- 瀬木町（瀬木（旧睦美村））

旧八幡村
- 財賀町（財賀（旧平幡村））
- 平尾町（平尾（旧平幡村））
- 八幡町（八幡（旧平幡村））
- 野口町（野口（旧穂原村））
- 市田町（市田（旧穂原村））
- 千両町（千両（旧穂原村））

旧国府町
- 国府町（国府）
- 森町（森、1975年廃止）
- 為当町（為当）
- 小田渕町（小田淵町とも。小田淵（旧白鳥村））
- 久保町（久保（旧白鳥村））
- 白鳥町（白鳥（旧白鳥村））

### 昭和の大合併期に編入した地名
1955年と1959年の2回にわたって以下の1町1村が合併（編入）され、それぞれ編入時に大字が設置された。
三上村（1955年編入）
- 三上町

※村制時は大字が編成されていなかった。
御油町（1959年編入）
- 御油町

※町制時は大字が編成されていなかった。

## 平成の大合併

### 旧一宮町（2006年編入）
1906年、宝飯郡桑富村・本茂村が合併（新設合併）したことによって成立した一宮村が、昭和の大合併により1954年（昭和29年）に八名郡大和村を、その翌年に八名郡双和村のうち金沢をそれぞれ編入した後、1961年町制施行し一宮町となった。

同町は2006年（平成18年）当市に編入され、町制時代の大字は当市の町名に引き継がれた。以下昭和の大合併以前の旧自治体ごとに列挙する。
旧一宮村
- 一宮町（一宮（旧桑富村））
- 大木町（大木（旧桑富村））
- 西原町（西原（旧桑富村））
- 足山田町（足山田（旧桑富村））
- 篠田町（篠田（旧桑富村））
- 東上町（東上（旧本茂村））
- 江島町（江島（旧本茂村））
- 上長山町（上長山（旧本茂村））
- 松原町（松原（旧本茂村））

旧大和村
- 豊津町（豊津（旧豊津村））
- 橋尾町（橋尾（旧橋尾村））

旧双和村
- 金沢町（金沢（旧金沢村））

### 旧音羽町（2008年編入）
音羽町は1955年、赤坂町・萩村・長沢村が合併（新設合併）して成立した。

同町は2008年御津町とともに当市に編入され、同町の大字は当市の町名に引き継がれた。旧自治体ごとに以下に列挙する。
旧赤坂町
- 赤坂町（赤坂）
- 赤坂台（1988年以降赤坂より成立）

※宝飯郡赤坂町時代は大字が編成されていなかった。
旧萩村
- 萩町（萩）

※村制時代は大字が編成されていなかった。
旧長沢村
- 長沢町（長沢）

※村制時代は大字が編成されていなかった。

### 旧御津町（2008年編入）
1889年、町村制により宝飯郡広石村・金野村・豊沢村・西方村・泙野村が合併（新設合併）して成立した御津村が、1906年に御馬村・佐脇村を編入したのち1930年に町制を施行し御津町となる。その後1955年に大塚村のうち赤根・大草を編入。

同町は2008年、音羽町とともに当市に編入された。旧町域内の大字を昭和の大合併以前の旧自治体ごとに列挙したのち三河港の埋立により新設された大字についても記す。

※当市編入後は大字の前にそれぞれ「御津町」を冠した。
旧御津町
- 御津町広石
- 御津町金野
- 御津町豊沢
- 御津町西方
- 御津町泙野
- 御津町御馬（旧御馬村）
- 御津町上佐脇（旧佐脇村）
- 御津町下佐脇（旧佐脇村）
- 御津町新田（編入時下佐脇新田より改称、旧佐脇村）

旧大塚村
- 御津町赤根
- 御津町大草

埋立地
- 御津町佐脇浜（1980年成立）
- 御津町御幸浜（1984年成立）
- 御津町安礼の崎（1994年成立[注 4]）

### 旧小坂井町（2010年編入）
1906年に豊秋村・伊奈村が合併（新設合併）したことにより成立した小坂井村が1926年に町制施行し小坂井町となった。

同町は2010年、当市に編入され同町の大字は当市の町名に受け継がれた。現在の旧町域内の町名を記す。
- 小坂井町（小坂井（旧豊秋村））
- 篠束町（篠束（旧豊秋村））
- 宿町（宿（旧豊秋村））
- 平井町（平井（旧豊秋村））
- 伊奈町（伊奈（旧伊奈村））
- 美園1～3丁目（1990年代頃、伊奈より成立）

## 豊川市で新規に設置された町名
町村合併後の区画整理や住居表示によって以下の町名が現在までに設置されている。
- 新青馬町（1953年、国府町）
- 佐土町（1960年、豊川町）
- 美幸町（1960年、豊川町）
- 白雲町（1960年、豊川町）
- 曙町（1960年、豊川町）
- 小桜町（1960年、豊川町）
- 末広通（1960年、豊川町・北金屋町・古宿町）
- 豊栄町（1960年、豊川町）
- 稲荷通（1960年、豊川町）
- 東光町（1960年、豊川町）
- 東新町（1960年、豊川町）
- 東桜木町（1960年、豊川町）
- 桜木通（1960年、豊川町）
- 緑町（1960年、豊川町）
- 桜ケ丘町（1960年、豊川町）
- 西桜木町（1960年、豊川町）
- 開運通（1960年、豊川町）
- 若鳩町（1960年、豊川町・北金屋町）
- 金屋元町（1960年、豊川町・北金屋町）
- 若宮町（1960年、豊川町・北金屋町・古宿町）
- 駅前通（1960年、豊川町・古宿町・北金屋町・中条町）
- 北浦町（1960年、豊川町・古宿町）
- 金屋町（1960年、北金屋町）
- 千歳通（1960年、北金屋町・中条町・牛久保町）
- 金屋橋町（1960年、北金屋町・牛久保町）
- 山道町（1960年、北金屋町・牛久保町・中条町）
- 金塚町（1960年、北金屋町・中条町）
- 中央通（1960年、古宿町・北金屋町・牛久保町・豊川町）
- 新宿町（1960年、古宿町）
- 二見町（1960年、古宿町・中条町）
- 松風町（1960年、古宿町・中条町）
- 美和通（1960年、中条町・牛久保町）
- 塔ノ木町（1960年、中条町・牛久保町）
- 金屋本町（1960年、牛久保町・北金屋町・中条町）
- 赤代町（1960年、牛久保町・北金屋町）
- 佐奈川町（1960年、牛久保町）
- 松久町（1960年、牛久保町）
- 牛久保駅通（1960年、牛久保町）
- 中野川町（1960年、牛久保町）
- 明野町（1960年、牛久保町）
- 光輝町（1960年、牛久保町）
- 南大通（1960年、牛久保町）
- 弥生町（1960年、牛久保町・下長山町）
- 寿通（1960年、牛久保町・下長山町）
- 西香ノ木町（1960年、牛久保町）
- 高見町（1960年、牛久保町）
- 新桜町通（1960年、牛久保町）
- 光明町（1960年、牛久保町）
- 西塚町（1960年、牛久保町）
- 川花町（1960年、牛久保町）
- 堺町（1960年、牛久保町）
- 下野川町（1960年、牛久保町）
- 中部町（1960年、牛久保町）
- 萩山町（1960年、牛久保町）
- 新道町（1960年、牛久保町）
- 代田町（1960年、牛久保町）
- 羽衣町（1960年、牛久保町、1973年廃止）
- 西口町（1960年、下長山町・牛久保町）
- 新栄町（1960年、国府町・久保町）
- 蔵子（1971年、白鳥町）
- 穂ノ原（1973年、牛久保町・豊川町・北金屋町・本野町・市田町・大崎町）
- 諏訪西町（1973年、市田町・代田町）
- 諏訪（1973年、牛久保駅通・市田町・牛久保町・羽衣町）
- 篠田（1973年一宮町篠田の一部より編入、1990年代頃廃止）
- 花井町（1974年、中条町・古宿町）
- 南千両（1974年、千両町・大崎町）
- 森（1975年、森町）
- 幸町（1977年、豊川町・駅前通・若宮町・末広通）
- 旭町（1977年、豊川町）
- 豊川栄町（1977年、豊川町）
- 豊川元町（1977年、豊川町）
- 西本町（1977年、豊川町）
- 門前町（1977年、豊川町）
- 豊川西町（1977年、豊川町・稲荷通・桜木通・東新町）
- 豊川仲町（1977年、豊川町）
- 西豊町（1977年、豊川町）
- 東豊町（1977年、豊川町）
- 白鳥（1982年、白鳥町）
- 国府南（1983年、国府町）
- 金屋西町（1987年、豊川町・北金屋町・本野町・牛久保町）
- 豊が丘町（1987年、豊川町・麻生田町）
- 本野ケ原（1987年、豊川町・麻生田町・篠田）
- 大堀町（1987年、豊川町・末広通・豊栄町）
- 東曙町（1987年、豊川町・末広通・篠田）
- 新豊町（1987年、豊川町）
- 上野（1987年、麻生田町）
- 桜町（1990年、白鳥町）
- 東名町（2000年、豊川町・麻生田町・谷川町）
- 光陽町（2000年、豊川町・牧野町）
- 天神町（2000年、豊川町・牧野町）
- 住吉町（2000年、三谷原町・馬場町・中条町・瀬木町）
- 大橋町（2000年、麻生田町・谷川町）
- 大木新町通（2020年、大木町・一宮町）